# Selección de fútbol sub-17 de Islas Marianas del Norte
La Selección de fútbol sub-17 de las Islas Marianas del Norte es el equipo que representa al país en el Campeonato Sub-16 de la AFC y es controlado por la Asociación de Fútbol de las Islas Marianas del Norte. No compite en el Mundial Sub-17 por no ser miembro de la FIFA.

## Participaciones

### Campeonato Sub-16 de la AFC
| AFC U-16 Championship | AFC U-16 Championship | AFC U-16 Championship | AFC U-16 Championship | AFC U-16 Championship | AFC U-16 Championship | AFC U-16 Championship | AFC U-16 Championship | AFC U-16 Championship |
| Año                   | Resultado             | J                     | G                     | E                     | P                     | GF                    | GC                    |                       |
| --------------------- | --------------------- | --------------------- | --------------------- | --------------------- | --------------------- | --------------------- | --------------------- | --------------------- |
| de 1985 a 2012        | No participó          | No participó          | No participó          | No participó          | No participó          | No participó          | No participó          |                       |
| 2014                  | No clasificó          | No clasificó          | No clasificó          | No clasificó          | No clasificó          | No clasificó          | No clasificó          |                       |
| 2016                  | No clasificó          | No clasificó          | No clasificó          | No clasificó          | No clasificó          | No clasificó          | No clasificó          |                       |
| 2018                  | No clasificó          | No clasificó          | No clasificó          | No clasificó          | No clasificó          | No clasificó          | No clasificó          |                       |
| Total                 | 0/3                   | -                     | -                     | -                     | -                     | -                     | -                     |                       |